# نوولیتسه
نوولیتسه (به چکی: Nevolice) یک منطقهٔ مسکونی در جمهوری چک است که در ناحیه دوماژلیتسه واقع شده‌است. نوولیتسه ۲٫۵۵ کیلومتر مربع مساحت و ۱۶۳ نفر جمعیت دارد و ۴۷۷ متر بالاتر از سطح دریا واقع شده‌است.